# マッカーシー時代を生きた人たち 忠誠審査・父と母・ユダヤ人
『マッカーシー時代を生きた人たち 忠誠審査・父と母・ユダヤ人』（マッカーシーじだいをいきたひとたち ちゅうせいしんさ・ちちとはは・ユダヤじん、Loyalties: A Son's Memoir）は、ジャーナリストのカール・バーンスタインによる1989年発表の回想録である。1940年代から1950年代にかけてのマッカーシー時代におけるバーンスタインの家族の体験を綴ったものである。バーンスタインの両親のシルヴィアとアルフレッドは共にアメリカ共産党員であり、1950年代に下院非米活動委員会と上院国内安全保障小委員会で証言を求められ、40年間にわたってFBIの監視下に置かれた。

## 背景
バーンスタインが本書の執筆を開始したのは1977年である。当時の彼はボブ・ウッドワードと共著したウォーターゲート事件についての2冊目の本『最後の日々』を発表したばかりであり、『ワシントン・ポスト』紙からは退いていた。バーンスタインは当初、長年『ザ・ニューヨーカー』の編集者を務めるウィリアム・ショーンにマッカーシー時代の自身の家族についての記事を書くように打診していたが、その後サイモン&シュスターから40万ドルの前金を受け取り、この当初は『Progressive People』で執筆をすることとなった。1978年、彼は両親に何度も長時間のインタビューを行ったが、彼らはこのプロジェクトには反対していた。出版当時の『ニューヨーク・マガジン』には、「粉々になった人生を再建してから30年後、バーンスタイン夫妻は破片を掘り起こし、再び自分自身を傷つけようとは思っていなかった。逃亡者のような生活を送る日々はとうに終わっていた」と書かれた。執筆の間、バーンスタインはFBIが40年にわたって家族についてまとめていたファイルを入手するために情報自由法（FOIA）に基づく請求も行った。本書の執筆は難航し、1980年にバーンスタインはプロジェクトを棚上げした。その後、バーンスタインの私的およびキャリア上の苦悩が報じられた後、作家のジョーン・ディディオンの助言に刺激された彼は1984年に本書の執筆を再開した。1986年にバーンスタインはサイモン&シュスターと2冊の書籍について新たに100万ドルの契約を交わした。彼は1988年1月に本書の執筆を終え、さらに1年かけて編集作業を行った。

## 内容
本書はバーンスタイン家の1940年代から1950年代の生活を描いたものであり、この時代、彼の両親は左翼的な活動家であり、労働運動にも関与していたため、FBIやアメリカ合衆国議会の厳しい監視下に置かれていた。父のアルフレッド・バーンスタインは1937年から1950年までアメリカ連邦労働者組合（1946年の合併後はアメリカ公務員連合）の幹部を務めた。1947年にハリー・S・トルーマン大統領は大統領令9835号に署名してたことで連邦政府職員を調査する忠誠審査委員会が創設され、アメリカ政府に不忠誠であると判断された職員は解雇されることとなった。また司法長官による「破壊活動組織」の一覧が作成され、その中には非共産主義的な左派組織も多く含まれており、これらに過去に関与したことも操作の理由になり得た。組合の交渉部長であったアルフレッドは500件以上の忠誠委員会の聴取で弁護人を務め、カールによれば、彼はその8割で勝利していた:86。
カールからのインタビューにより、アルフレッドとシルヴィアは1942年にアメリカ共産党に入党したことを認めたが、自分たちはほとんど活動はしておらず、1947年以降は党の会合にも出席しなくなったと述べている:187。本書の中でカールは両親の共産党に相反する感情と、彼らの党員生活と活動が自身と家族に与えた影響について論じている。バーンスタイン夫妻が共産党員であったことは当時のFBI長官のJ・エドガー・フーヴァーですら証明できなかっため、この記述は衝撃的であると『ワシントン・ポスト』に評された。
カールがFOIA請求をした結果、FBIが1938年からバーンスタイン夫妻に対して2500ページに及ぶファイルを作成していたことが判明した:61。FBIはカールのバル・ミツワー:141を含むバーンスタイン夫妻の日常や活動、進歩主義運動の友人や同僚の動向を追跡していた。複数の匿名の情報提供者によって夫妻が共産党員であるとFBIに通報されたため、アルフレッドは1951年に上院国内安全保障小委員会、シルヴィアは1954年に下院非米活動委員会から証言を求められた:117。
本書の執筆中、カールはトルーマンのホワイトハウス顧問だったクラーク・クリフォードにインタビューした。クリフォードは彼に対し、連邦政府に共産主義が浸透する深刻な脅威は存在しなかったこと、そしてトルーマン政権の忠誠命令は共産主義に「甘い」という共和党からの批判をかわすために創られたことを認めた:197–200。

## 評価
『パブリッシャーズ・ウィークリー』誌は本書を「ハリー・トルーマン大統領の忠誠の粛正の最中、両親の苦難と彼自身の感情の激動を描いた、痛ましくも愛情に満ちた、感情的な記録」と評した。『シカゴ・トリビューン』紙は本書を、「感動的で驚くべき本」と評した。『バッファロー・ニュース』紙は、「この物語は（中略）バーンスタインの仕事上の甦生や両親の悪夢以上を含んでいる。より大きなスケールで、本書はウォーターゲートと同様、アメリカの民主主義の暗部を明らかにしている。（中略）バーンスタインはその取材能力によって、すべてを痛快な爽快感でまとめ上げることに成功している」と評した。
『ワシントン・ポスト』紙のマーティン・デュベルマンは、「カール・バーンスタインの物語は、マッカーシー時代の酷い人的被害を思い起こさせ、彼自身の両親の経験を通じてそれを個人的なものにするという点で価値があるのだが、彼の本は非個人的な歴史と個人的な回想で狭間で居心地が悪いところにある。結局、歴史はあまりにも浅く断片的で、回想はあまりにも無味乾燥で挿話的である」と評した。『ニューヨーク・タイムズ』紙もまた賛否交えた評価を下し、バーンスタインが語った幼少期の回想とワシントンのユダヤ人コミュニティの描写を賞賛する一方、彼の歴史的・政治的分析を批判した。『ロサンゼルス・タイムズ』紙上で歴史家のエリック・フォナーは、「『マッカーシー時代を生きた人たち』は自伝としても政治分析としても失敗している」と述べたが、バーンスタインが「共産党はスパイの巣というよりも、むしろ不可欠で名誉なアメリカの急進的な伝統の一部である、という真に破壊的な考えを突きつけた」と賞賛した。

## 日本語版
- カール・バーンスタイン 著、奥平康弘 訳『マッカーシー時代を生きた人たち 忠誠審査・父と母・ユダヤ人』日本評論社、1992年3月1日。ISBN 978-4535580053。